# Zubrzec
Zubrzec (ukr. Зубрець, Zubreć) – wieś w rejonie czortkowskim obwodu tarnopolskiego na Ukrainie. Wieś liczy 1567 mieszkańców.

## Historia
Teren ten co najmniej od 1720 stanowił dziedzictwo rodziny Mysłowskich herbu Rawicz (wchodził w skład klucza koropieckiego).
W 1901 działała gorzelnia hr. Stanisława Badeniego.
Po zakończeniu I wojny światowej, w listopadzie 1918 roku, Zubrzec przejściowo znalazł się w Zachodnioukraińskiej Republice Ludowej.
W II Rzeczypospolitej miejscowość stanowiła początkowo samodzielną gminę jednostkową. 1 sierpnia 1934 roku w ramach reformy na podstawie ustawy scaleniowej została włączona do zbiorowej gminy wiejskiej Zubrzec w powiecie buczackim, w województwie tarnopolskim.
W lipcu 1936 odbyło się poświęcenie kamienia węgielnego pod nowy Dom Ludowy.
W listopadzie 1937 w Zubrzcu poświęcono Dom Ludowy TSL.
18 lub 19 września 1939 r. żołnierze sowieccy zastrzelili polskich 4 oficerów. W lutym 1940 r. NKWD zesłało na Syberię 27 rodzin polskich (ok. 110 osób). W latach 1941–1945 nacjonaliści ukraińscy z Ukraińskiej Policji Pomocniczej oraz OUN - UPA zabili 38 Polaków, Żydów i Ukraińców.

## Zabytki
W 1896 zaczęto budować kaplicę w Zubrzcu staraniem właściciela majątku Alfreda Mysłowskiego. Była to drewniana budowla z wieżyczką i zakrystią. W 1897 Alfred Mysłowski postanowił rozebrać rozpoczętą budowlę, by na jej miejscu zbudować kaplicę grobową murowaną z cegły, z kryptą dla zmarłego w tym roku syna Mieczysława. W 1898 kaplica została poświęcona, miała dach kryty gontem, z wieżyczką na sygnaturkę, a w jej wnętrzu znajdował się drewniany neogotycki ołtarz z obrazem Matki Bożej Częstochowskiej.
Aktualnie kaplica popadająca w ruinę. Na miejscu brak wyposażenia, a groby zmarłych w kryptach w okresie komunistycznym zostały sprofanowane.

## Urodzeni we wsi
- Ihor Kostenko, Ukraiński dziennikarz, student geografii na uniwersytecie we Lwowie, działacz Euromajdanu. Zginął od kuli snajpera podczas konfrontacji na ulicy Institutskiej. Bohater Ukrainy, jeden z Niebiańskiej Sotni. Wikipedysta:Ig2000 (Ukraińska Wikipedia), 10 sierpnia 2014 w Londynie podczas ceremonii zamknięcia dorocznej konferencji "Wikimania" Jimmy Wales zapowiedział – pośmiertnie – I. Kostenkę wikipedystą roku[6].
- Wasyl Mojsej, działacz Euromajdanu. Zmarł na skutek ran otrzymanych od strzału snajpera podczas konfrontacji na ulicy Institutskiej. Bohater Ukrainy, jeden z Niebiańskiej Sotni.
- Petro Sawaryn – ukraiński emigracijny prawnik, działacz społeczny, polityczny oraz oświatowy.